# Stary Marych

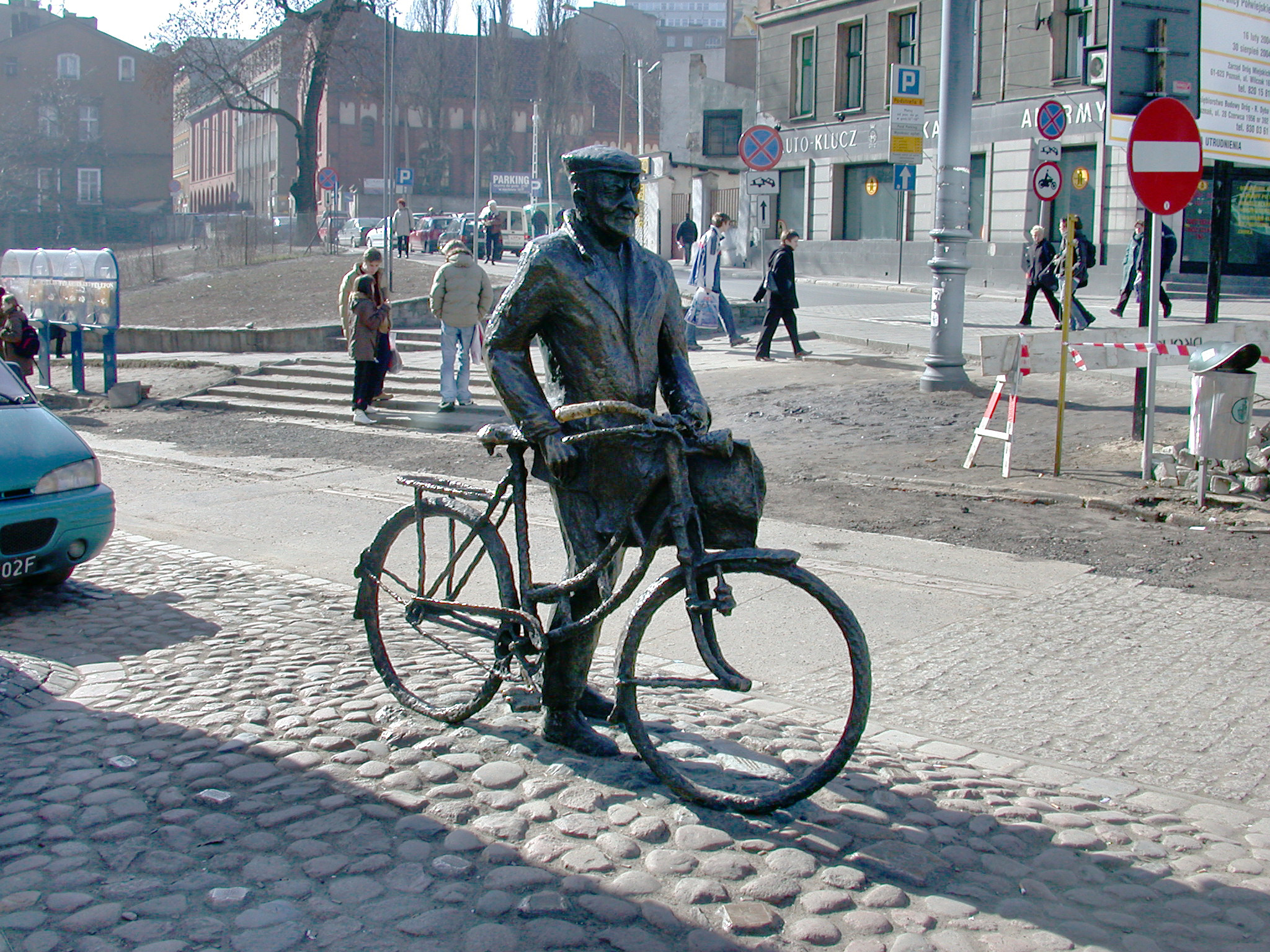
Pomnik Starego Marycha

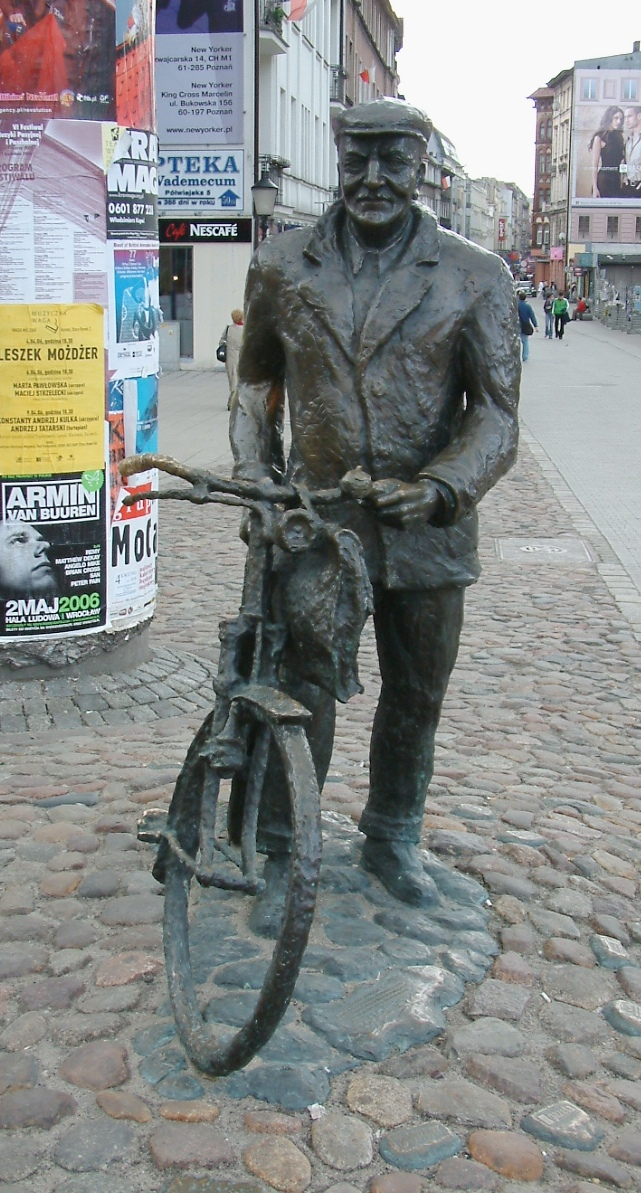
Pomnik Starego Marycha

Stary Marych – fikcyjna postać literacka stworzona przez Juliusza Kubla, stanowiąca symbol gwary poznańskiej. W rolę Starego Marycha wcielał się aktor Marian Pogasz. Pierwszy raz słuchacze Polskiego Radia w Poznaniu usłyszeli go 13 lutego 1983 w programie „Blubry Starego Marycha”. Program emitowany był regularnie do 31 grudnia 1999.
Stary Marych został upamiętniony pomnikiem, który znajduje się przy ulicy Półwiejskiej w Poznaniu. Rzeźba odlana w brązie została odsłonięta 20 marca 2001. Waży 500 kilogramów, a jej wysokość wynosi 195 centymetrów. Stary Marych wspiera się na rowerze, a na kierownicy zawieszoną ma tekę (teczkę). Autorem rzeźby jest Robert Sobociński. 